# Cretteville
Cretteville és un municipi francès situat al departament de la Manche i a la regió de Normandia. L'any 2007 tenia 223 habitants.

## Demografia

### Població
El 2007 la població de fet de Cretteville era de 223 persones. Hi havia 105 famílies de les quals 32 eren unipersonals (20 homes vivint sols i 12 dones vivint soles), 45 parelles sense fills i 28 parelles amb fills.
La població ha evolucionat segons el següent gràfic:
Habitants censats

### Habitatges
El 2007 hi havia 135 habitatges, 104 eren l'habitatge principal de la família, 19 eren segones residències i 12 estaven desocupats. Tots els 134 habitatges eren cases. Dels 104 habitatges principals, 87 estaven ocupats pels seus propietaris, 13 estaven llogats i ocupats pels llogaters i 3 estaven cedits a títol gratuït; 5 tenien dues cambres, 14 en tenien tres, 26 en tenien quatre i 58 en tenien cinc o més. 77 habitatges disposaven pel capbaix d'una plaça de pàrquing. A 51 habitatges hi havia un automòbil i a 42 n'hi havia dos o més.

### Piràmide de població
La piràmide de població per edats i sexe el 2009 era:
| Homes | Edats   | Dones |
| ----- | ------- | ----- |
| 0     | 95 o +  | 0     |
| 0     | 90 a 94 | 0     |
| 0     | 85 a 89 | 0     |
| 0     | 80 a 84 | 4     |
| 4     | 75 a 79 | 8     |
| 12    | 70 a 74 | 8     |
| 8     | 65 a 69 | 4     |
| 4     | 60 a 64 | 12    |
| 4     | 55 a 59 | 0     |
| 4     | 50 a 54 | 8     |
| 8     | 45 a 49 | 4     |
| 16    | 40 a 44 | 8     |
| 8     | 35 a 39 | 12    |
| 8     | 30 a 34 | 4     |
| 4     | 25 a 29 | 4     |
| 16    | 20 a 24 | 4     |
| 12    | 15 a 19 | 4     |
| 8     | 10 a 14 | 8     |
| 8     | 5 a 9   | 4     |
| 8     | 0 a 4   | 0     |

## Economia
El 2007 la població en edat de treballar era de 133 persones, 101 eren actives i 32 eren inactives. De les 101 persones actives 88 estaven ocupades (54 homes i 34 dones) i 13 estaven aturades (4 homes i 9 dones). De les 32 persones inactives 14 estaven jubilades, 7 estaven estudiant i 11 estaven classificades com a «altres inactius».

### Ingressos
El 2009 a Cretteville hi havia 98 unitats fiscals que integraven 219 persones, la mediana anual d'ingressos fiscals per persona era de 16.076 €.

### Activitats econòmiques
Dels 2 establiments que hi havia el 2007, 1 era d'una empresa de fabricació d'altres productes industrials i 1 d'una empresa de comerç i reparació d'automòbils.
L'any 2000 a Cretteville hi havia 13 explotacions agrícoles que ocupaven un total de 468 hectàrees.

## Poblacions més properes
El següent diagrama mostra les poblacions més properes.